# Tomažja vas
Tomažja vas – wieś w Słowenii, w gminie Škocjan. W 2018 roku liczyła 137 mieszkańców.